# Trichopelma scopulatum
Trichopelma scopulatum is een spinnensoort uit de familie vogelspinnen (Theraphosidae). De soort komt voor in Venezuela.